# Андре Гульт
Андре Гульт (швед. André Hult; 5 грудня 1987, м. Борленге, Швеція) — шведський хокеїст, центральний нападник. Виступає за Швеннінгер (Німецька хокейна ліга). 
Вихованець хокейної школи ХК «Мора». Виступав за ХК «Мора», ХК «Бофорс», ХК «Дмитров», «Молот-Прикам'я» (Перм), «Октан» (Перм), ХК «Попрад», «Донбас» (Донецьк), «Рубін» (Тюмень), «Тімро».
В чемпіонатах Швеції — 19 матчів (0+0). У чемпіонатах Словаччини — 24 матчі (7+11). 